# Claude-Henry-Étienne Bernard de Sassenay
El marqués Claude-Henry-Étienne Bernard de Sassenay (Dijon, 25 de noviembre de 1760 - Niza, 22 de noviembre de 1840) fue un noble, militar, político y diplomático francés, que se destacó por su oposición a la Revolución Francesa, y es conocido en la historia de la Argentina por una fracasada misión diplomática al Virreinato del Río de la Plata en 1808.

## Biografía
Miembro de la nobleza del Franco Condado, fue capitán del cuerpo real de dragones. En 1783 heredó de su padre una fortuna considerable en propiedades en Haití.
Fue diputado por el Segundo Estado —la nobleza— a la Asamblea Nacional Constituyente de 1789, por Chalon-sur-Saône; adversario de la Revolución, abandonó la Asamblea en noviembre del mismo año. En 1792 se exilió a Inglaterra, donde se incorporó al ejército de emigrados franceses; formó parte de un regimiento realista francés en Coblenza, Alemania, participando en varias campañas contra los revolucionarios. Posteriormente se trasladó a Haití, donde participó en el ejército británico en la Primera Guerra de Haití, contra la revolución haitiana y pretendiendo reponer la monarquía francesa en la isla. La misma terminó con un armisticio el 30 de marzo de 1798, entre los representantes ingleses y Toussaint L'Ouverture.
Se trasladó a los Estados Unidos y se radicó en Wilmington, en Delaware; allí se casó con Fortunée, hija de  Pierre de Bauduy de Bellevue, uno de los fundadores de la empresa —actual multinacional de la química— DuPont de Nemours. Desde allí realizó varios viajes, entre ellos uno en el año 1800 a Buenos Aires, donde llevó adelante algunos negocios. Posteriormente regresó a Francia, amparado en una amnistía.

### Misión al Río de la Plata
En 1808, el emperador Napoleón Bonaparte lo mandó llamar urgentemente a Bayona, desde donde lo envió en una misión al Virreinato del Río de la Plata. Su misión es pedir al virrey —el francés Santiago de Liniers, que Sassenay había conocido en sus viajes a Buenos Aires— que hiciera reconocer a José Bonaparte como rey de España en el Virreinato.
Sassenay desembarcó en Maldonado a mediados de agosto de ese año, y ordenó al capitán del pequeño buque que lo transportaba esperarlo en Montevideo, ciudad a la que se dirigió por tierra. Allí fue recibido por el gobernador Francisco Javier de Elío, quien le facilitó medios para llegar a Buenos Aires. Allí fue recibido por Liniers en una audiencia pública, con la presencia del Cabildo y la Real Audiencia, y presentó los despachos de Napoleón, sin recibir ningún trato especial del virrey, que lo despidió fríamente. A continuación, el virrey abrió la correspondencia del Emperador, que incluía otra del rey Fernando VII, que acababa de abdicar ante Napoleón, ordenando suspender los festejos programados por su ascenso al trono. La respuesta del Cabildo y la Audiencia fue rechazar todo acuerdo y expulsarlo en un buque neutral hacia Francia; una tormenta impidió que fuera expulsado de inmediato.
A la noche siguiente, Liniers recibió en su casa a Sassenay, a quien hizo una serie de confidencias, quejándose de la supuesta ingratitud de la corona hacia él, héroe de las Invasiones Inglesas. También habló maravillas del Emperador y pidió el envío de armas francesas al Río de la Plata. Y unos días más tarde emitió una proclama, pidiendo a la población que se mantuviera neutral en el conflicto dinástico que había estallado en España. El resultado fue la rebelión de Montevideo, donde se creó una junta de gobierno presidida por Elío, y el rechazo absoluto de parte del Cabildo de toda posibilidad de desconocer a Fernando VII.

### La prisión y los últimos años
Sassenay se trasladó a Montevideo, donde Elío lo encarceló durante diez meses, temeroso de que estuviera llevando algún mensaje de Liniers a Napoleón. Durante ese tiempo negó todo complot con Liniers, logró escapar pero fue nuevamente atrapado. Enviado a Buenos Aires a pedido del nuevo virrey, Baltasar Hidalgo de Cisneros, finalmente fue embarcado en un buque inglés, encadenado, hacia Cádiz. Allí fue encerrado junto a miles de soldados y oficiales franceses en un pontón, y abandonado durante muchos días, con riesgo de morir de hambre, durante el sitio francés a la ciudad. En esa situación, los prisioneros atacaron a sus carceleros y cortaron las sogas que mantenían amarrado al pontón, que quedó a la deriva; atacado por ingleses y franceses, el pontón se incendió, logrando salvarse unos 1500 sobrevivientes —entre ellos Sassenay, aunque no sabía nadar— que se refugiaron en el ejército sitiador.
Regresó a su hogar poco después, donde se recluyó durante muchos años. Durante la restauración francesa fue secretario de la duquesa de Berry. Poco antes de la revolución de 1830 fue nombrado diputado a la Cámara de Diputados por el partido legitimista; al estallar la Revolución, prestó juramento de lealtad al rey Luis Felipe.
Falleció en Niza en el año 1840.